# コルネリス・ファン・スパーンドンク
コルネリス・ファン・スパーンドンク（Cornelis van Spaendonck、1756年ごろ - 1839年12月22日）はオランダの画家、磁器のデザイナーである。パリやセーヴルで働いた。

## 生涯
ティルブルフで生まれた。兄に著名な植物画家のヘーラルト・ファン・スパーンドンク(1746-1822)がいる。美術教育を受けるためにアントウェルペンに移り、メヘレンの美術学校でWillem Herreynsに学んだ。1773年に、兄がすでに画家として活動していたパリに移った。パリでは王立絵画彫刻アカデミーでも学んだ。セーヴルの磁器工場で果物や花を題材にデザインする仕事につき、1785年から1800年まで、磁器工場の主任として働いた。1789年に美術アカデミーの会員になった。サロン・ド・パリに花を描いた静物画を1833年まで出展した。1800年に磁器工場の主任の職を解雇されるが、セブールに1808年まで留まり、デザインの仕事や画家の仕事を続けた。数年間、故郷に戻って活動し、1813年にアムステルダムの展覧会に出展するなどした後、1825年に再びパリで活動し、パリで没した。
兄のヘーラルト同様、花を描いた静物画家として高く評価されている。兄が王立植物園の植物画の教授であることもあって、より博物画的な描写であったのに対して、より自由な表現の植物画を描いた。

## 作品

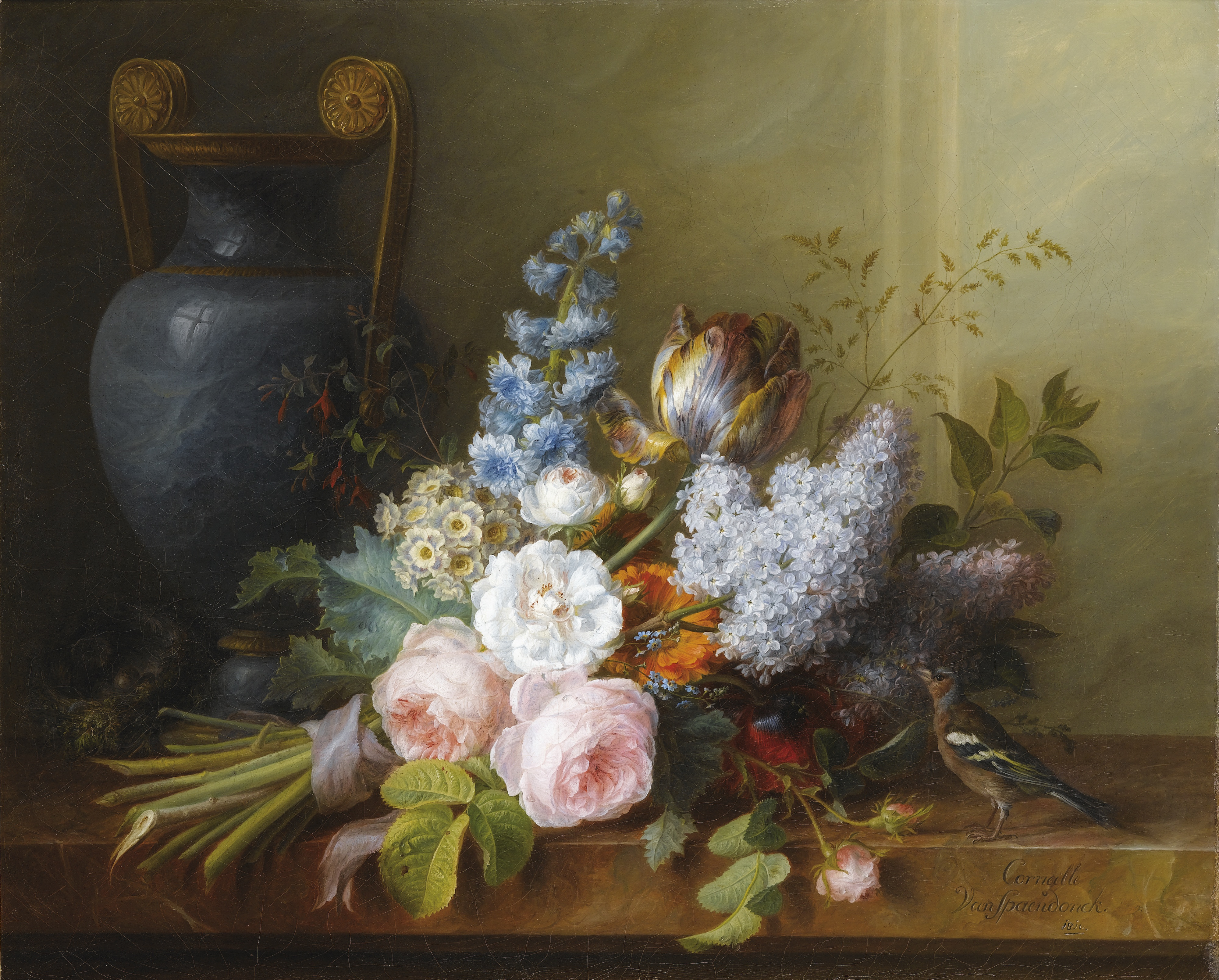
"Bouquet de fleurs au nid d'oiseau"(1810)
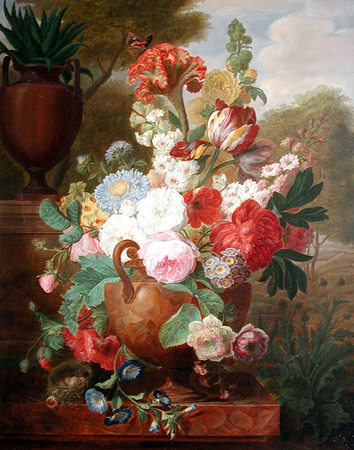
壺と花の静物画(1817)
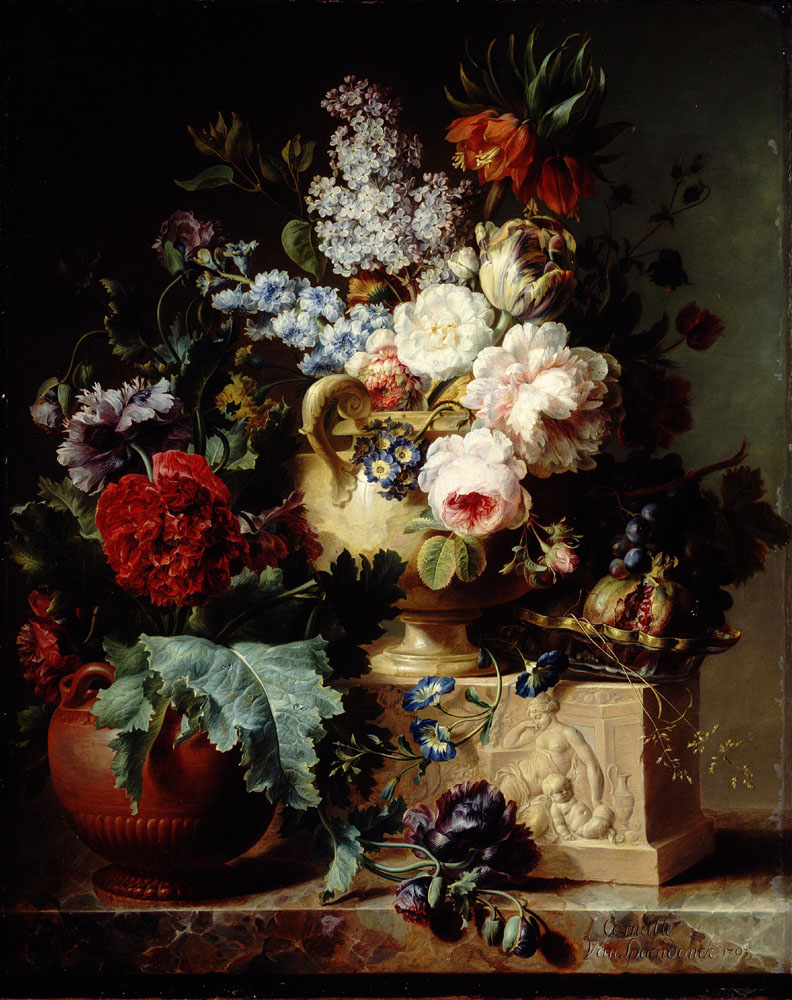
花の静物画　(1793)
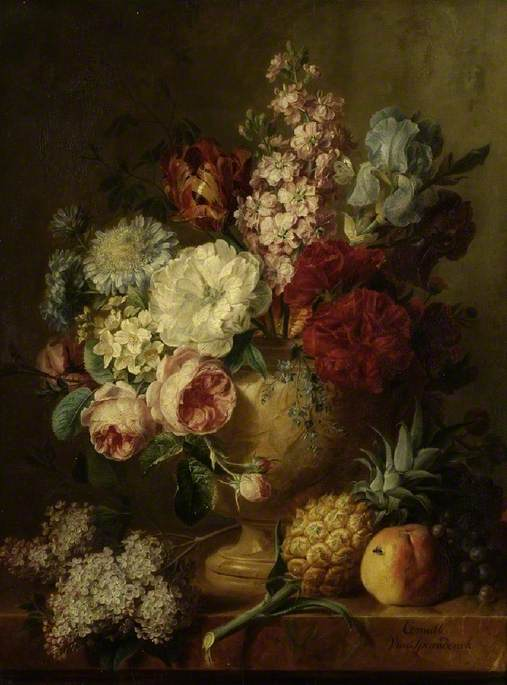
花瓶の花